# NGC 1980
NGC 1980 (другие обозначения — OCL 529, LBN 977) — эмиссионная туманность с рассеянным скоплением в созвездии Орион.
Этот объект входит в число перечисленных в оригинальной редакции «Нового общего каталога».
Скопление расположено в половине градуса к югу от скопления Туманности Ориона. Исследования Bouy et al и Plitteri et al предположили, что звёзды в NGC 1980 более старые, чем в скоплении Туманности Ориона, и что оно является скоплением переднего плана, расположенным в 40 парсек от молекулярного газа Ориона А.